# Nelima saghalina
Nelima saghalina is een hooiwagen uit de familie Sclerosomatidae.